# Claudine à l'école
Pour les adaptations, voir Claudine à l'école (homonymie).
Claudine à l’école est un roman semi-autobiographique de Colette paru en 1900 sous la signature de son mari Willy qui est alors célèbre et qui l’utilise comme prête-plume. Les ré-éditions seront sous les signatures de Willy et Colette, Willy et Colette Willy, Colette et Willy et enfin Colette. 
Ce roman, au style naturel alors nouveau, suscita un scandale.

## L’histoire
Claudine, 15 ans, vit à Montigny avec son père, homme distrait, plus préoccupé par les limaces que par l’éducation de sa fille. Celle-ci fréquente la petite école du village, cadre principal des aventures décrites dans ce livre, présenté comme le journal intime de la jeune fille. Son quotidien est rythmé par les promenades avec sa sœur de première communion Claire, qui lui raconte sa vie amoureuse, les apparitions du docteur Dutertre, le médecin scolaire qui protège la directrice, Mlle Sergent, et qui lorgne d’un peu trop près les grandes, et les leçons de musique avec Antonin Rabastens qui lui fait un brin de cour.
Mais des événements non moins intéressants viennent l’agrémenter : voilà l’école tout en émoi en raison de l’arrivée de  Mlle Aimée Lanthenay, nouvelle assistante de Mlle Sergent, et des deux instituteurs des garçons, MM. Duplessis et Rabastens. Alors que Claudine se lie d’amitié avec Mlle Lanthenay, Mlle Sergent fait comprendre à cette dernière qu’elle ne doit plus voir Claudine, tout en lui accordant de nombreuses faveurs.
Claudine, se sentant trahie, mène la vie dure aux deux femmes, dont elle trouve les manifestations d’affection ostentatoires, en compagnie de la grande Anaïs et de Marie Belhomme.
Arrive Luce, sœur d’Aimée, que Claudine commence par maltraiter avant de lui accorder son amitié. L’année s’écoule doucement, avec à l’horizon le brevet élémentaire, que les jeunes filles vont passer au chef-lieu, et surtout, la fête de fin d’année scolaire et le bal qui sera donné en l’honneur du ministre de l’agriculture Jean Dupuy, qui vient inaugurer la nouvelle école.
Le livre se termine par le déclenchement d'un scandale : alors qu'une soirée dansante se déroule dans la maison de Mlle Sergent, sa mère âgée est très en colère et jette une chaussure d’homme devant toutes les personnes présentes, disant qu'elle l'avait trouvée dans la chambre de sa fille, convaincu qu'il appartient à Dutertre. Mlle Sergent éclate en sanglots, à la grande satisfaction de Claudine.
Il est suivi du roman Claudine à Paris.

## Analyse
Le docteur Dutertre figure en réalité l'homme politique Pierre Merlou.

## Adaptations

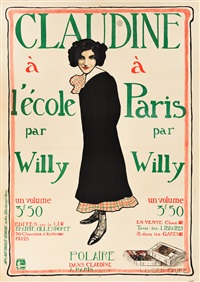
Affiche promotionnelle par Louis Lucien Faure-Dujarric (avant 1903).

- 1917 : Claudine à l'école, court-métrage (réalisateur anonyme) avec Maud Loty dans le rôle-titre. Il s'agit de la première adaptation cinématographique du roman de Colette.
- 1937 : Claudine à l'école, film de Serge de Poligny avec Blanchette Brunoy dans le rôle-titre
- 1978 : Claudine à l'école, téléfilm d'Édouard Molinaro avec Marie-Hélène Breillat dans le rôle-titre
- 2018 : Claudine à l'école, bande dessinée de Lucie Durbiano, Gallimard, collection Fétiche.